# Muchinje/Mabele
Muchinje/Mabele è un villaggio del Botswana situato nel distretto Nordoccidentale, sottodistretto di Chobe, al confine con la Namibia. Il villaggio, secondo il censimento del 2011, conta 773 abitanti.

## Località
Nel territorio del villaggio sono presenti le seguenti 6 località:
- Baobao Safari Lodge di 59 abitanti,
- Mowana di 33 abitanti,
- Muchenje di 48 abitanti,
- Ngoma Border Post di 53 abitanti,
- Ngoma Camp di 24 abitanti,
- Tinto Cattle Post di 15 abitanti